# Stora Lomsgölen
Stora Lomsgölen är en sjö i Oskarshamns kommun i Småland och ingår i Emåns huvudavrinningsområde.